# Analalava
Koordinaten: 14° 38′ S, 47° 45′ O
Analalava ist eine Kleinstadt im Norden der Region Sofia, die zur madagassischen Provinz Mahajanga gehört. Laut Volkszählung belief sich die Zahl der Einwohner im Jahr 2001 auf rund 10.000 Personen.

## Geographie
Analalava liegt an der Nordwestküste der Insel, am westlichen Ende der Lozabucht, einem rund 10 km langen und 700–1500 m breiten Ästuar des Flusses Loza. Der Stadt vorgelagert ist die Insel Nosy Lava, die früher ein Gefängnis für Schwerverbrecher war.

### Klima
Die Trockenzeit dauert von Mai bis September; in ihr fallen durchschnittlich weniger als 25 mm Niederschlag pro Monat. Im Oktober gewinnt der Nordwest-Monsun an Stärke, und die höchste monatliche Niederschlagsmenge mit über 500 mm tritt im Januar auf.

## Wirtschaft und Infrastruktur
Hauptwirtschaftszweig ist der Fischfang. Knapp ein Drittel der Einwohner ist in der Agrarwirtschaft (Landwirtschaft, Viehzucht) tätig. Hauptanbauprodukte sind Reis, Kokosnüsse und Maniok. Der Dienstleistungssektor ist schwach ausgeprägt (5 % aller Berufstätigen).
Die zwei wichtigsten Straßenverbindungen führen nach Süden zur Provinzhauptstadt Mahajanga und in nördliche Richtung nach Antsiranana, Hauptstadt der gleichnamigen Provinz.
In der Nähe der Stadt liegt der örtliche Flugplatz.